# Distrito de West Garo Hills
West Garo Hills es un distrito de la India en el estado de Megalaya. Código ISO: IN.ML.WG.
Comprende una superficie de 3 714 km².
El centro administrativo es la ciudad de Tura.

## Demografía
Según censo 2011 contaba con una población total de 642 923 habitantes, de los cuales 318 023 eran mujeres y 324 900 varones.